# Bireta dorsisuffusa
Bireta dorsisuffusa är en fjärilsart som beskrevs av Sergius G. Kiriakoff 1962. Bireta dorsisuffusa ingår i släktet Bireta och familjen tandspinnare. Inga underarter finns listade i Catalogue of Life.